# Heather Reckless
Jaime Catherine Chambers (Denver, 26 de fevereiro de 2000), mais conhecida pelo nome de ringue Heather Reckless, é uma lutadora profissional americana. Ela trabalha atualmente para a Total Nonstop Action Wrestling (TNA), onde atua sob o nome de ringue Heather by Elegance e é uma das campeãs mundiais de duplas das Knockouts da TNA, em seu primeiro reinado.

## Carreira na luta livre profissional

### Início de carreira (2019–2024)
Ela fez sua estreia em 26 de janeiro de 2019 e atuou como talento de aprimoramento para All Elite Wrestling (AEW) e Ring of Honor de 2021 a 2024, além de várias promoções independentes como a Zero1USA desde então.

### Total Nonstop Action Wrestling (2024–presente)
Em setembro de 2024, Reckless assinou com a Total Nonstop Action Wrestling (TNA), depois que a lenda da TNA, Gail Kim, lhe ofereceu pessoalmente um contrato. Por volta dessa época, Ash by Elegance começaria uma parceria com Heather Reckless, após ambas as lutadoras ajudarem a vencer as lutas uma da outra. Ash ajudaria a dar um "makeover" em Reckless, que passaria a ser chamada de Heather by Elegance e começaria a se vestir como Ash. No Bound for Glory, Ash e Heather by Elegance derrotariam a equipe de Xia Brookside e Brinley Reece na estreia de sua dupla. Em novembro e dezembro, Ash e Heather trocariam vitórias com Dani Luna e Jody Threat em lutas individuais. No Genesis, Ash e Heather desafiaram Luna e Threat pelo Campeonato Mundial de Duplas das Knockouts da TNA, mas não obtiveram sucesso.
Em 14 de março de 2025, no Sacrifice, Ash e Heather by Elegance derrotaram Luna e Threat, conquistando o Campeonato Mundial de Duplas das Knockouts.

## Vida pessoal
Seus lutadores favoritos enquanto crescia eram Triple H e Jeff Hardy. Ela aprendeu ginástica sozinha. Competiu em torneios de levantamento de peso durante o ensino médio, até que decidiu parar e se mudou para o outro lado do país aos 18 anos para começar a treinar como lutadora sob a orientação de Seth Rollins e Marek Brave na Black and Brave Wrestling Academy. Ela mesma confecciona suas roupas de luta. Atualmente, reside em Tampa, Flórida.

## Títulos e prêmios
- All Heel Wrestling

Ash e Heather by Elegance como campeãs mundiais de duplas das Knockouts da TNA.

  - AHW Change Of Fortune Championship (1 vez)
  - AHW Women's Championship (1 vez)
- Chicago Style Wrestling
  - CSW Women's Championship (1 vez)
- Honor Among Wrestling
  - HAW Legacy Championship (1 vez, inaugural)
- Pro Wrestling Illustrated
  - PWI a colocou na #138ª posição das 250 melhores lutadoras individuais no PWI Women's 250 em 2024[8]
- Ragin Pro Wrestling
  - RPW Glamour Championship (1 vez)
  - RPW Women's Championship (1 vez)
- SCW Pro Wrestling
  - SCWPro QC Cup Championship (1 vez)
- Total Nonstop Action Wrestling
  - Campeonato Mundial de Duplas das Knockouts da TNA (1 vez, atual) – com Ash by Elegance